# Glycosmis craibii
Glycosmis craibii är en vinruteväxtart som beskrevs av Tyôzaburô Tanaka. Glycosmis craibii ingår i släktet Glycosmis och familjen vinruteväxter. Utöver nominatformen finns också underarten G. c. glabra.